# Kannenahalli (B), Challakere
Kannenahalli (B) là một làng thuộc tehsil Challakere, huyện Chitradurga, bang Karnataka, Ấn Độ.